# Galiciana
Galiciana es la biblioteca digital de Galicia. Su gestión corre a cargo de la Biblioteca de Galicia y tiene como misión difundir y preservar el patrimonio documental y bibliográfico gallego. Está impulsada por la Consellería de Cultura, Educación e Ordenación Universitaria de la Junta de Galicia y la Fundación Ciudad de la Cultura de Galicia.

## Historia
El CSBG (Centro Superior Bibliográfico de Galicia), que posteriormente pasará a ser la Biblioteca de Galicia, comienza sus trabajos en el año 1986. Se crea de forma oficial en el año 1989 y cumple las funciones de Biblioteca Nacional a nivel autonómico. Su proyecto de digitalización se inicia en el año 1997, con la doble finalidad de salvaguardar materiales únicos y facilitar su difusión y el acceso a los mismos. A partir del año 1999 se hizo posible el acceso a su base de datos a través de Internet. En octubre de 2008 se desarrolla la nueva versión de la plataforma, y así nace Galiciana, un repositorio OAI cuyos metadatos puedan ser recolectados por Hispana y agregados a Europeana Oaister y ROAR.

## Objetivos
La creación y objetivos de la Biblioteca Digital de Galicia están estrechamente relacionados con las circunstancias específicas de creación del CSBG:
- No contar con fondo histórico
- No disponer de un espacio físico adecuado para el almacenamiento y custodia del depósito legal
- La existencia de colecciones de gran valor dispersas geográficamente por todo el territorio gallego y la imposibilidad de reunirlas a todas en un mismo lugar.

Por todo esto se decide de digitalizar los fondos dispersos por la comunidad gallega y crear una biblioteca digital cuyas funciones serán dar la máxima visibilidad de los recursos digitales integrados en ella y cumplir los estándares para que la interoperabilidad con los principales proyectos de digitalización existentes sea posible.

## Descripción
La biblioteca digital de Galicia ofrece, además de la referencia bibliográfica de los impresos la posibilidad de acceder a documentos digitalizados de gran parte del Patrimonio Bibliográfico Gallego o de interés para Galicia
Esta digitalización cumple la aplicación de las últimas directrices y estándares nacionales e internacionales con el fin de normalizar el acceso.

## Contenido
- Fondos propios de la Biblioteca de Galicia
- Obras digitalizadas en colaboración con las principales bibliotecas patrimoniales gallegas como la Universidad de Santiago de Compostela, el Museo do Pobo Galego, la Fundación Penzol de Vigo, y la Real Academia Galega.
- Fondos digitalizados procedentes de las bibliotecas del Seminario de Mondoñedo y de la de Estudos Locais de A Coruña.